# Composto organofosforico
Un composto organofosforico è un composto organico contenente legami carbonio-fosforo. In questi composti il fosforo può assumere numeri di coordinazione da 1 a 6 (ma i più comuni sono 3 e 4); di conseguenza esiste una gran varietà di composti organofosforici, con strutture e proprietà diversissime, che trovano utilizzo in molti campi applicativi.
In campo industriale e ambientale si considerano organofosforici anche i composti del fosforo che contengono un sostituente organico, anche se non è presente un legame diretto carbonio-fosforo. In questo senso più allargato anche molti pesticidi (ad es. il malatione che è a rigore un organofosfato) sono considerati composti organofosforici.
Molti composti organofosforici sono tossici e sono usati come erbicidi, pesticidi e insetticidi. Alcuni sono tra le sostanze più tossiche create dall'uomo e possono essere letali anche in bassissima dose (gas nervini).

## Categorie principali
I composti del fosforo con sostituenti organici sono innumerevoli. Una suddivisione schematica che illustra le categorie principali di questi composti è riportata nella figura seguente. La suddivisione è fatta considerando in primo luogo il numero di coordinazione e quindi la tipologia dei sostituenti presenti. Il sostituente R può essere in generale un qualsiasi gruppo organico. A complicare la situazione, va tenuto presente che esistono numerosissimi composti dove R può essere un idrogeno, un gruppo OH, un alogeno, o anche un altro eteroatomo o gruppo inorganico. Il numero di ossidazione calcolato in modo formale non viene considerato, dato che non risulta utile nella classificazione di questi composti, anche se a volte specie a coordinazione tre vengono considerate derivati di fosforo(III) e specie a coordinazione quattro vengono considerate derivati di fosforo(V).

## Composti con il fosforo tricoordinato

### Fosfine
Le fosfine derivano formalmente dalla fosfina, PH3, per sostituzione di uno o più atomi di idrogeno con gruppi organici R (R = alchile o arile). Si possono avere tre famiglie di fosfine, RPH2, R2PH e R3P, chiamate rispettivamente fosfine primarie, secondarie e terziarie. La maggior parte delle fosfine sono liquidi incolori, insolubili in acqua, con un odore agliaceo forte e penetrante. Sono composti molto tossici; la tossicità diminuisce al crescere del peso molecolare. Le fosfine reagiscono principalmente come nucleofili, come riducenti e come basi. Per ossidazione danno gli ossidi di fosfina. Come basi, le fosfine sono molto importanti come leganti nei composti organometallici, e usate molto più diffusamente di fosfiniti, fosfoniti e fosfiti (vedi sotto).

### Fosfiniti

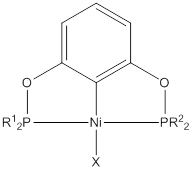
Struttura del complesso Ni(POCOP)X.

I fosfiniti hanno struttura generale P(OR)R2. Si preparano per alcoolisi di derivati alogenati delle fosfine. Ad esempio trattando clorodifenilfosfina con metanolo si ottiene il difenilfosfinito di metile:
ClPPh2  +  CH3OH   →   CH3OPPh2  +  HCl
I fosfiniti hanno proprietà leganti simili a quelle delle fosfine; sono usati nella catalisi omogenea e nella chimica di coordinazione. A questa categoria appartengono anche alcuni leganti a pinza, specie che hanno la caratteristica di legare tre siti di coordinazione su uno stesso piano. Nella figura è illustrata la struttura di un complesso con il legante denominato POCOP, un tipico legante a pinza. Per ossidazione dei fosfiniti si formano fosfinati.

### Fosfoniti
I fosfoniti hanno struttura generale P(OR)2R. Si preparano in maniera analoga ai fosfiniti per alcoolisi di derivati alogenati delle fosfine:
Cl2PPh  +  2CH3OH   →   (CH3O)2PPh  +  2HCl
Anche i fosfoniti sono usati come leganti nella catalisi omogenea e nella chimica di coordinazione. Per ossidazione formano i fosfonati.

### Fosfiti
I fosfiti hanno struttura generale P(OR)3. Sono chiamati anche esteri fosforosi dato che si possono considerare gli esteri organici dell'acido fosforoso. Si preparano per alcoolisi del tricloruro di fosforo:
PCl3  +  2ROH   →   P(OR)3  +  3HCl
I fosfiti sono usati come leganti nella chimica organometallica, come materiali di partenza per la sintesi di insetticidi, e stabilizzatori e antiossidanti per materie plastiche. Sono usati anche nella reazione di Perkow e nella reazione di Michaelis-Arbuzov. Per ossidazione formano fosfati.

## Composti con il fosforo tetracoordinato contenenti il gruppo P=O

### Ossidi di fosfina
Gli ossidi di fosfina o fosfinossidi hanno struttura generale O=PR3. Sono in genere solidi cristallini inodori, di tossicità ridotta. La coordinazione del fosforo è tetraedrica. Il legame P=O è molto polare (il momento dipolare è 4,51 D nell'ossido di trifenilfosfina) e può dare legame a idrogeno; di conseguenza alcune di queste specie sono solubili in acqua.
Gli ossidi di fosfina si originano spesso come sottoprodotti della reazione di Wittig:
R3PCR'2  +  R"2CO   →  R3PO  +  R'2C=CR"2
In laboratorio si possono formare accidentalmente per ossidazione delle corrispondenti fosfine:
R3P  +  ½O2   →  R3PO
Gli ossidi di fosfina sono usati come leganti nella chimica di coordinazione e in catalisi omogenea. In campo industriale la loro capacità coordinante è sfruttata in processi di estrazione con solventi, per estrarre ioni metallici e altri composti chimici da soluzioni acquose.

### Fosfinati
I fosfinati hanno struttura generale O=P(OR)R2. Possono essere sintetizzati con la reazione di Michaelis-Arbuzov.

### Fosfonati
I fosfonati hanno struttura generale O=P(OR)2R. Possono essere sintetizzati con la reazione di Michaelis-Arbuzov. Sono usati nella reazione di Horner-Wadsworth-Emmons per produrre alcheni trans.

### Fosfati
I fosfati o esteri fosforici hanno struttura generale O=P(OR)3. Non hanno legami diretti carbonio-fosforo, essendo esteri dell'acido fosforico. I fosfati possono essere liquidi o solidi incolori, a seconda dei sostituenti R. Sono composti di grande importanza tecnologica, usati per produrre ritardanti di fiamma, plastificanti, insetticidi, erbicidi, anticorrosivi, emulsionanti. 

## Composti con il fosforo tetracoordinato senza il gruppo P=O

### Sali di fosfonio
I sali di fosfonio hanno struttura generale [PR4]+X−; il controione X− può essere organico o inorganico. In genere sono solidi cristallini incolori solubili in acqua, prodotti per alchilazione o arilazione delle fosfine, come agli analoghi sali di ammonio:
PR3  +  R'X  →  [PR3R']+X−
Dal punto di vista industriale i sali di fosfonio sono una famiglia importante con svariate applicazioni, tra le quali: precursori dei reagenti di Wittig, catalizzatori per trasferimento di fase, biocidi, ritardanti di fiamma.

### Iluri di fosfonio
Gli iluri di fosfonio sono specie tetracoordinate insature, con struttura R2C=PR3 (vedi figura). Dato che contengono fosforo pentavalente, in letteratura sono a volte considerati come fosforani, che a rigore sono specie pentacoordinate. Gli iluri di fosforo sono importanti per il loro utilizzo nella reazione di Wittig, usata per convertire chetoni e aldeidi in alcheni. Normalmente si utilizza il derivato della trifenilfosfina, R2C=PPh3.

## Altri composti organofosforici
Va sottolineato che la chimica del fosforo è estesissima, ed esistono molti altri tipi di composti organofosforici; alcune categorie sono elencate qui di seguito.

### Fosfine alogenate
Esistono numerose fosfine alogenate con struttura RPX2 e R2PX (X = alogeno). In genere sono composti liquidi incolori, molto reattivi, sensibili all'acqua e all'ossigeno dell'aria. Sono noti vari metodi di sintesi; uno è per reazione radicalica ad alta temperatura tra PCl3 e idrocarburi. Le fosfine alogenate sono importanti dal punto di vista industriale come materiali di partenza per la sintesi di altri composti organofosforici.

### Fosfalcheni e fosfalchini
Questi composti hanno legami multipli fosforo–carbonio. Le strutture generali di fosfalcheni e fosfalchini sono rispettivamente R2C=PR e RC≡P. I fosfalcheni hanno struttura simile alle immine (R2C=NR), ma la loro reattività è più simile a quella degli alcheni, perché il doppietto solitario del fosforo è poco reattivo. Lo stesso vale per i fosfalchini, che hanno struttura simile ai nitrili (RC≡N) ma reagiscono come alchini. Specie di questo tipo sono rare e sono di interesse solo nei laboratori di ricerca.

### Fosforani

Struttura generale di un fosforano.

I fosforani hanno struttura generale PR5, con il fosforo pentacoordinato e struttura a bipiramide trigonale. Sono formalmente i derivati dell'idruro PH5 che non è mai stato isolato. Specie di tipo PR5 sono rare; una è PPh5.
Sono invece più comuni i fosforani che contengono anche legami diversi da P–C, come CF3PF2Cl2 e Ph3P(CH3)OCH3. I fosforani non hanno applicazioni significative.